# Норт (фильм)
«Норт» (англ. North) — семейная комедия 1994 года режиссёра Роба Райнера. Экранизация романа Алана Цвайбеля.
Дебют 10-летней Скарлетт Йоханссон.

## Сюжет
Фильм начинается ссорой родителей девятилетнего Норта за обеденным столом. У Норта случается приступ паники и он теряет сознание. Пока мальчик без сознания, Рассказчик повествует зрителю о жизни Норта и его проблемах. Мальчик живёт в очень хороших условиях, у него есть почти всё, что может желать ребёнок: игрушки, друзья и тому подобное. Основная его проблема в том, что он считает, что родители его не ценят, не видят его талантов. Из-за этого у него случается нервный срыв, что негативно отражается на его школьных и спортивных успехах.
Подумав, Норт отправляется в своё особое место — огромное кресло в салоне мебели в торговом центре. Рядом присаживается мужчина, одетый в костюм розового кролика, который называет себя Пасхальным Зайцем. Норт рассказывает мужчине-кролику о своих проблемах. В ответ «кролик» предлагает мальчику уехать от родителей.
Норт даёт родителям последний шанс, прежде чем принять решение. Но во время телефонного разговора его отец орёт на него, и Норт окончательно решает покинуть свой дом. В этом ему помогают его одноклассник Уинчел, ведущий школьную газету, и адвокат Артур Белт.
 
Родители шокированы решением Норта. Суд, рассматривающий дело Норта, отводит мальчику одно лето на поиск новых родителей. Если Норту не удастся никого найти до Дня труда, его поместят в приют.
Норт ездит по миру и ищет себе родителей, вся страна наблюдает за этим и переживает. Несколько пар в разных городах (Техас, Африка, Китай, Париж и тому подобное) ему не подходят. В конце концов он находит людей, которые заботятся о нём, как о собственном сыне, но Норт всё ещё несчастлив. Он возвращается в Нью-Йорк, чтобы снова встретиться со своими родителями, поскольку понимает, что именно с ними он счастлив. Но возвращение Норта разрушит планы Уинчела и Белта (которые перед тем сфабриковали видеозапись что родители отрекаются от него, но Норт таки увидел оригинал записи благодаря доброжелателю), поэтому они нанимают убийцу. Киллер охотится за ним повсюду и настигает Норта, когда тот бежит встретиться с родителями в торговом центре (в последние секунды назначенного времени), и стреляет в него. В этот момент он вдруг приходит в себя, открывает глаза и понимает, что всё, что с ним приключилось, было сном.

## В ролях
- Элайджа Вуд — Норт
- Брюс Уиллис — Пасхальный Заяц
- Скарлетт Йоханссон — Лаура Нельсон
- Джейсон Александер — Отец Норта
- Джулия Луи-Дрейфус — Мать Норта
- Джон Ловитц — Артур Белт
- Дэн Эйкройд — Па Текс
- Риба Макинтайр — Ма Текс
- Кэти Бейтс — мать с Аляски
- Александр Годунов — отец-амиш
- Ким Дельгадо (Kim Delgado)
- Джусси Смоллетт
- Алан Аркин (Alan Arkin)
- Грэм Грин (Graham Greene)
- Джон Риттер (John Ritter)

## Съёмочная группа
- Продюсеры: Роб Райнер, Эндрю Шайнмен и Джеффри Стотт
- Режиссёр: Роб Райнер
- Сценаристы: Алан Звайбел и Эндрю Шайнмен

## Восприятие
Фильм получил массу отрицательных отзывов и билеты на него плохо продавались. 